# Marguerite Bervoets
Marguerite Bervoets, (La Louvière, 6 de marzo de 1914-Wolfenbüttel (Alemania), 7 de agosto de 1944) fue una combatiente de la resistencia belga durante la Segunda Guerra Mundial, asesinada en una prisión de Alemania.

## Biografía
Bervoets era licenciada en Filosofía y literatura y poeta. En el momento de la invasión alemana de Bélgica trabajaba como profesora en Tournai. Tras la caída de Bélgica en manos de la Alemania nazi, Bervoets publicó en la prensa "La Deliverance", un movimiento para que los miembros de la resistencia se alzaran durante la ocupación y transmitieran información a las potencias aliadas.
El 8 de agosto de 1942, Bervoets y otra miembro de la resistencia, Cécile Detournay, se dirigieron al borde del aeródromo de Chièvres con el propósito de fotografiar los cañones antiaéreos recién instalados. Ambas llevaban una bolsa de la compra y una cámara, una vez que llegaron al borde del aeródromo empezaron a hacer fotos. Unos minutos más tarde, un centinela alemán las sorprendió y las escoltó hasta un oficial cercano. Ambas mostraron sus bolsas de la compra y afirmaron que iban a una granja cercana a por comida y a hacer fotos de los campos. Desgraciadamente, el teniente alemán ordenó una investigación. Una mujer, testigo de cargo, aportó pruebas que condujeron a la inculpación de Bervoets y de los líderes del grupo al que pertenecía. En casa de Bervoets descubrieron armas. Ella intuía su destino, y en el instituto solía citar a Maeterlinck, diciendo: «Es hermoso que cuando uno se sacrifica, ese sacrificio traiga la felicidad a otros hombres».

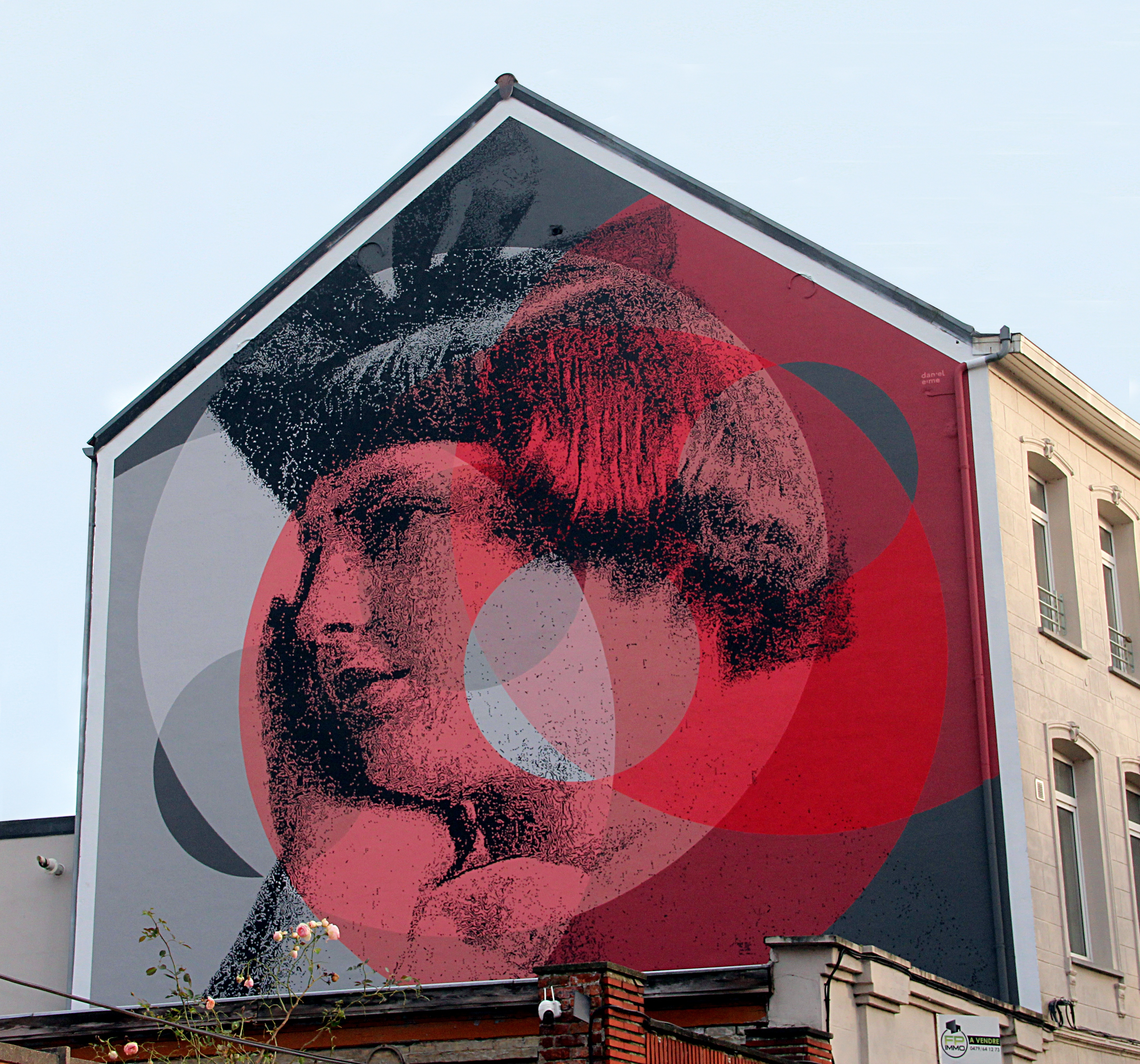
'Resistencia' es una obra de arte callejero gratuita del artista portugués Daniel Eime en homenaje a Marguerite Bervoets.

Tras unos meses de encarcelamiento en Mons, Bervoets y Detournay fueron deportadas a Alemania para que el Volksgericht (Tribunal Popular) de Leer decidiera sobre sus destinos. Su juicio se celebró el mismo día que el de la resistente Fernande Volral. Ambas fueron condenadas a muerte, y Detournay a 8 años de trabajos forzados.

## Su carta de despedida
La carta de despedida de Bervoets (a menudo llamada "estamento moral") fue una carta escrita el 13 de noviembre de 1941 a su amiga Mme Balasse de Guide; recogida en la Anthologie de la Résistance de Pierre Seghers:
Mi amiga,
Tú eres aquella entre todos a quien he elegido para recibir mis últimos deseos. Sé que me amas lo suficiente como para hacer que sean respetados por todos. Se os dirá que morí innecesariamente, tontamente, como un fanático. Será la verdad… factualmente, hasta donde sea. Habrá otra verdad. Perecí al dar testimonio de que se puede al mismo tiempo amar la vida y aceptar una muerte necesaria.
Tuya será la tarea de suavizar el dolor de mi madre. Dile que he caído para que los cielos de Bélgica sean más puros, para que los que me siguen puedan vivir tan libremente como yo tanto he deseado, que a pesar de todo no me arrepiento. Mientras te escribo, espero con calma las órdenes que me darán. ¿Cuáles serán? No lo sé, y por eso te escribo la despedida que mi muerte debe darte. Es a aquellos como tú a quienes está enteramente dedicado, a aquellos que podrán renacer y reconstruirse. Y pienso en tus hijos que mañana serán libres. Despedida.

## Muerte
Marguerite Bervoets y Fernande Volral fueron ejecutadas por decapitación el 7 de agosto de 1944 en Wolfenbüttel, Alemania. Su cuerpo está enterrado en el cementerio comunal de Mons. Detournay fue liberada por las fuerzas estadounidenses el 24 de abril de 1945.

## Reconocimientos
- En honor a Marguerite Bervoets, el Liceo de Mons, donde cursó sus tres últimos años de humanidades y del que su madre fue directora, lleva su nombre; hoy es el Athénée Royal Marguerite Bervoets.
- El 17 de noviembre de 1946 se inauguró en el patio de la École Moyenne de la rue de Bouvy, en La Louvière, un monumento dedicado a Marguerite Bervoets y Laurette Demaret, antiguas alumnas de este establecimiento.[6]
- Una calle de Mons también lleva su nombre, así como una calle de Forest (Bélgica) e incluso una calle de Guyancourt (cerca de París).
- Existen numerosos monumentos que le rinden homenaje, tanto en Bélgica (especialmente en La Louvière gracias a un monumento y una placa conmemorativa), como en el extranjero (por ejemplo, a orillas del lago de Como).
- La 151ª promoción de Ciencias Sociales y Militares de la Real Academia Militar fue apadrinada por Marguerite Bervoets.
- En la escuela en la que enseñó, hay instalada en la entrada una placa en homenaje a Marguerite Bervoets.